# Nidal Malik Hasan
Nidal Malik Hasan   (comtat d'Arlington, 8 de setembre de 1970) és un ex comandant de l'exèrcit nord-americà condemnat per matar unes 13 persones a més de ferir a més de 30 en el tiroteig massiu de Fort Hood el 5 de novembre de 2009. Hassan era part del cos mèdic de l'exèrcit dels Estats Units psiquiatre que va admetre els trets en la seva cort marcial a l'agost de 2013. Un jurat de 13 oficials el va condemnar per 13 càrrecs d'assassinat premeditat, 32 càrrecs d'intent d'assassinat, i unànimement va recomanar que fos acomiadat del servei i sentenciat a mort. Hasan està empresonat al caserna disciplinari dels Estats Units a Fort Leavenworth, Kansas, tot esperant la seva execució.
Durant els sis anys que Hasan va ser resident al Centre Mèdic de l'Exèrcit Walter Reed, els seus col·legues i superiors estaven preocupats pel seu acompliment laboral i els seus comentaris. Hassan no estava casat en aquell moment i l'hi descrivia com socialment aïllat, estressat pel seu treball amb els soldats i molest pels seus relats de guerra. Dos dies abans del tiroteig, que va ocórrer menys d'un mes abans del seu desplegament a l'Afganistan, Hassan va regalar moltes de les seves pertinences a un veí.
Abans del tiroteig, Hassan havia expressat punts de vista crítics descrits pels seus col·legues com "antiamericans". Una investigació realitzada per l'Oficina Federal d'Investigació (FBI) va concloure que els seus correus electrònics amb el difunt Iman Anwar al-Awlaki estaven relacionats amb la seva recerca professional autoritzada i que no era una amenaça. El FBI, el Departament de Defensa (DoD) i el Senat dels Estats Units van realitzar investigacions després dels trets. El Departament de Defensa va classificar els esdeveniments com "violència en el lloc de treball", a l'espera de l'enjudiciament de Hassan en una cort marcial. El Senat va publicar un informe que descriu el tiroteig masivocomo "el pitjor atac terrorista a territori nord-americà des de l'11 de setembre del 2001".
La decisió de l'Exèrcit de no acusar Hasan de terrorisme va ser controvertida.